# المركز الإقليمي للطاقة المتجددة وكفاءة الطاقة
المركز الإقليمي للطاقة المتجددة وكفاءة الطاقة (بالإنجليزية: Regional Center for Renewable Energy and Energy Efficiency )‏
هو منظمة إقليمية مستقلة غير هادفة للربح ترمي إلى تفعيل وزيادة الاستفادة من ممارسات الطاقة المتجددة وكفاءة الطاقة في المنطقة العربية. يسعى فريق المركز بالتعاون مع الحكومات الإقليمية والمنظمات العالمية لبدء حوارات سياسات الطاقة النظيفة واستراتيجياتها وتقنياتها وتطوير قدراتها لزيادة حصة الدول العربية من طاقة الغد.
يلتزم المركز من خلال تحالفه مع جامعة الدول العربية بمعالجة احتياجات وأهداف كل دولة، من خلال التعاون مع واضعي السياسات العربية والشركات والمنظمات الدولية والمجتمعات الأكاديمية في جوانب عمل أساسية ألا وهي: الأبحاث والدراسات، تطوير القدرات، والمساعدة التقنية. كذلك يشارك المركز في العديد من المشروعات والمبادرات المحلية والإقليمية التي تلبي احتياجات وأهداف محددة.
ومع انضمام 15 دولة عربية إلى العضوية، (وهم الأردن والبحرين والجزائر والسودان والعراق والكويت والمغرب واليمن وتونس وجيبوتي وسوريا وفلسطين ولبنان وليبيا ومصر) يسعى المركز الإقليمي للطاقة المتجددة وكفاءة الطاقة إلى ريادة المبادرات والخبرة الفنية في مجالي الطاقة المتجددة وكفاءة الطاقة في كل الدول العربية استناداً إلى خمسة جوانب إستراتيجية أساسية ألا وهي: الحقائق والأرقام والسياسات والموارد البشرية والمؤسسات ومصادر التمويل.
يتم تمويل المركز من خلال إسهامات الدول الأعضاء والمنح الحكومية التي تقدمها ألمانيا من خلال التعاون الدولي الألماني GIZ) GmbH) والدنمارك من خلال الوكالة الدنماركية للتنمية الدولية (DANIDA) ومصر من خلال هيئة الطاقة الجديدة والمتجددة (NREA)، كذلك يتم تمويل المركز من خلال بعض العقود المختارة للـ “رسوم مقابل الخدمات”.